# Linxia (stad)
Linxia, tidigare stavat Linsia, är en stad på häradsnivå och huvudort i den autonoma prefekturen Linxia för hui-folket i provinsen Gansu i nordvästra Kina. Den ligger omkring 73 kilometer sydväst om provinshuvudstaden Lanzhou.
Linxia är indelat i sex stadsdelsdistrikt och fyra köpingar.